# Haver Peak
Der Haver Peak ist ein kleiner Berg im westantarktischen Marie-Byrd-Land. In der Kohler Range ragt er 6 km südlich des Morrison Bluff auf.
Erste Luftaufnahmen entstanden bei der US-amerikanischen Operation Highjump (1946–1947). Der United States Geological Survey kartierte ihn anhand eigener Vermessungen und Luftaufnahmen der United States Navy aus den Jahren von 1959 bis 1966. Das Advisory Committee on Antarctic Names benannte ihn 1967 nach Leutnant David John Haver, diensthabender Offizier in der Versorgungsabteilung der US Navy bei der Operation Deep Freeze der Jahre 1965 und 1966.